# Danh sách cuộc viếng thăm nước ngoài của Trần Đại Quang

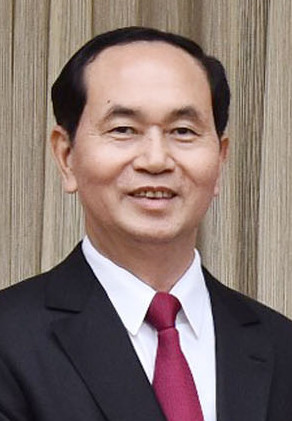
Chủ tịch nước Việt Nam Trần Đại Quang.

Trần Đại Quang là Chủ tịch nước thứ 8 của nước Cộng hòa xã hội chủ nghĩa Việt Nam từ ngày 2 tháng 4 năm 2016 đến ngày ông qua đời khi đang tại chức. Tính đến lúc qua đời, ông đã thực hiện 16 chuyến đi và đến 16 quốc gia.
| STT | Năm  | Quốc gia   | Ngày bắt đầu | Ngày kết thúc | Điểm đến                 | Ghi chú                                               |
| --- | ---- | ---------- | ------------ | ------------- | ------------------------ | ----------------------------------------------------- |
| 1   | 2016 | Lào        | 12 tháng 06  | 14 tháng 06   | Viêng Chăn, Champasack   |                                                       |
| 2   | 2016 | Campuchia  | 15 tháng 06  | 16 tháng 06   | Phnôm Pênh               |                                                       |
| 3   | 2016 | Brunei     | 26 tháng 08  | 28 tháng 08   | Bandar Seri Begawan      |                                                       |
| 4   | 2016 | Singapore  | 28 tháng 08  | 30 tháng 08   | Singapore                |                                                       |
| 5   | 2016 | Cuba       | 15 tháng 11  | 17 tháng 11   | La Habana, Mariel        |                                                       |
| 6   | 2016 | Peru       | 17 tháng 11  | 20 tháng 11   | Lima                     | APEC Peru 2016                                        |
| 7   | 2016 | Ý          | 21 tháng 11  | 24 tháng 11   | Roma, Milan, Lombardia   |                                                       |
| 8   | 2016 | Vatican    | 23 tháng 11  | 23 tháng 11   | Vatican                  |                                                       |
| 9   | 2016 | Madagascar | 25 tháng 11  | 27 tháng 11   | Antananarivo             | Hội nghị Thượng đỉnh Cộng đồng Pháp Ngữ 2016          |
| 10  | 2017 | Trung Quốc | 11 tháng 05  | 13 tháng 05   | Bắc Kinh, Phúc Kiến      | Diễn đàn cấp cao hợp tác "Vành đai và Con đường" 2016 |
| 11  | 2017 | Belarus    | 02 tháng 06  | 28 tháng 06   | Minsk                    |                                                       |
| 12  | 2017 | Nga        | 28 tháng 06  | 01 tháng 07   | Moskva, Saint Petersburg |                                                       |
| 13  | 2017 | Ấn Độ      |              |               |                          |                                                       |
| 14  | 2017 | Bangladesh |              |               |                          |                                                       |
| 15  | 2017 | Nhật Bản   |              |               |                          |                                                       |
| 16  | 2017 | Ethiopia   |              |               |                          |                                                       |

## 2016

### Lào

#### Viêng Chăn
Sáng 12 tháng 06, Chủ tịch nước Trần Đại Quang và Phu nhân cùng đoàn cấp cao Việt Nam đã tới Thủ đô Viêng Chăn, bắt đầu chuyến thăm cấp Nhà nước Cộng hòa Dân chủ Nhân dân Lào từ ngày 12 đến 14 tháng 06 năm 2016 theo lời mời của Tổng Bí thư, Chủ tịch nước Cộng hòa Dân chủ Nhân dân Lào Bounnhang Vorachith.
Đây là chuyến thăm nước ngoài đầu tiên của Chủ tịch nước Trần Đại Quang trên cương vị chủ tịch nước. Chuyến thăm nhằm thắt chặt hơn nữa quan hệ hữu nghị truyền thống, đoàn kết đặc biệt giữa 2 Đảng, hai nước, đồng thời đẩy mạnh hợp tác toàn diện Việt Nam – Lào.
Đúng 9 giờ, ngày 12 tháng 06, chuyên cơ của Chủ tịch nước đã hạ cánh xuống sân bay quốc tế Wattay. Đón đoàn tại sân bay có Phó Thủ tướng Chính phủ kiêm Bộ trưởng Bộ Tài chính Somdy Duangdy và phu nhân; Bộ trưởng Chủ nhiệm Văn phòng Chủ tịch nước Lào Khammeung Phongthadi; Thứ trưởng Bộ Ngoại giao Lào Khamphau Onthavan; Đại sứ Lào tại Việt Nam Thongsavanh Phomvihane;  Đại sứ Việt nam tại Lào Nguyễn Mạnh Hùng và phu nhân cùng đông đảo cán bộ nhân viên đại sứ quán và bà con kiều bào đang sinh sống làm việc và học tập tại Lào.
Sau lễ đón trọng thể được tổ chức tại Phủ Chủ tịch, vào lúc 10 giờ 35, Chủ tịch nước Trần Đại Quang và Tổng Bí thư, Chủ tịch nước Cộng hòa Dân chủ Nhân dân Lào Bounnhang Vorachith dẫn đầu đoàn đại biểu cấp cao hai nước tiến hành hội đàm. Vào cuối buổi trưa 12 tháng 06, Chủ tịch nước Trần Đại Quang và Tổng Bí thư, Chủ tịch nước Cộng hòa Dân chủ Nhân dân Lào Bounnhang Vorachith đã chứng kiến Lễ trao quà tặng xây dựng trường học tại tỉnh Sekong, CHDCND Lào.
Chiều 12 tháng 06, Chủ tịch nước Trần Đại Quang đã có các cuộc hội kiến với Thủ tướng Chính phủ Lào Thongloun Sisoulith và Chủ tịch Quốc hội Pany Yathotu; đến thăm ông Choummaly Saynhasone, nguyên Tổng Bí thư, Chủ tịch nước Lào.
Trưa 13 tháng 06, Chủ tịch nước Trần Đại Quang đã có buổi gặp và làm việc với các doanh nghiệp Việt Nam đang đầu tư tại Lào.

#### Champasak
Chiều 13 tháng 06, Chủ tịch nước Trần Đại Quang và Phu nhân cùng đoàn đại biểu cấp cao Việt Nam đã rời thủ đô Viêng Chăn đi thăm tỉnh Champasak, tỉnh cực Nam của Lào. Đông đảo quần chúng nhân dân, các cháu thiếu nhi tỉnh Champasak vẫy cờ hoa chào đón Chủ tịch nước Trần Đại Quang, Phu nhân và đoàn đại biểu cấp cao Việt Nam tại Sân bay quốc tế Pakse và hai bên đường. Ngay sau khi đến Champasak, Chủ tịch nước Trần Đại Quang đã nghe lãnh đạo tỉnh báo cáo về tình hình phát triển kinh tế xã hội của tỉnh.
Tối 13 tháng 06, Chủ tịch nước Trần Đại Quang, Phu nhân và đoàn đại biểu cấp cao Việt Nam đã dự Lễ Buộc chỉ cổ tay, nghi lễ trang trọng mà nhân dân Champasack dành riêng cho khách quý đến thăm. Chủ tịch nước dự chiêu đãi trọng thể do Đảng bộ và chính quyền tỉnh Champasack tổ chức chào mừng Chủ tịch nước, Phu nhân và đoàn đại biểu cấp cao Việt Nam.
Sáng 14 tháng 06, tại tỉnh Champasak, Chủ tịch nước Trần Đại Quang và phu nhân cùng đoàn cấp cao nước ta đã đến thăm Nguyên Chủ tịch nước, Chủ tịch Đảng Khamtay Siphandon; đến đặt vòng hoa và trồng cây lưu niệm tại Đài tượng niệm liên minh chiến đấu Lào - Việt Nam tại huyện Paksong, tỉnh Champasak.
Chiều 14 tháng 06, Chủ tịch nước Trần Đại Quang đã kết thúc tốt đẹp chuyến thăm cấp Nhà nước tới Lào.

### Campuchia
Chiều 14 tháng 06, Chủ tịch nước Trần Đại Quang đã  thăm cấp nhà nước Vương quốc Campuchia theo lời mời của Quốc vương Norodom Sihamoni. Ra đón Chủ tịch nước Trần Đại Quang, Phu nhân và đoàn đại biểu cấp cao Việt Nam có Phó Thủ tướng, Bộ trưởng Hoàng cung Campuchia Samdech Chaufea Veang Kong Sam Ol, Bộ trưởng Bộ Du lịch Thong Khon, các cán bộ nhân viên, đại sứ quán Việt Nam và đông đảo cộng đồng người Việt Nam, các lưu học sinh tại Campuchia. Ngay sau khi đến Phnôm Pênh, Chủ tịch nước Trần Đại Quang đã tới thăm và nói chuyện với cán bộ nhân viên Đại sứ quán, đại diện cộng đồng, lưu học sinh Việt Nam tại Campuchia.
Đúng 10 giờ sáng 15 tháng 06, lễ đón chính thức Chủ tịch nước Trần Đại Quang và Phu nhân đã được tổ chức trọng thể tại Hoàng Cung ở Thủ đô Phnôm Pênh. Chủ tịch nước Trần Đại Quang đã hội kiến Quốc vương Campuchia Preah Bat Samdech Preah Boromneath Norodom Sihamoni. Tham dự hội kiến, về phía Việt Nam có Phó Thủ tướng, Bộ trưởng Bộ Ngoại giao Phạm Bình Minh; Chủ nhiệm Văn phòng Chủ tịch nước Đào Việt Trung; Bộ trưởng Bộ Giáo dục và Đào tạo Phùng Xuân Nhạ; Bí thư tỉnh ủy Tây Ninh Trần Lưu Quang; Đại sứ Việt Nam tại Campuchia Thạch Dư và lãnh đạo các bộ: Ngoại giao, Quốc phòng, Công an, Công Thương, Kế hoạch và Đầu tư, Tài nguyên và Môi trường. Về phía Campuchia có Phó Thủ tướng, Bộ trưởng Hoàng cung Campuchia Samdech Chaufea Veang Kong Som Ol, Bộ trưởng cao cấp phụ trách công tác Hoàng cung Kuy Sophan, Bộ trưởng Bộ Du lịch Thong Khon, Đại sứ Campuchia tại Việt Nam Hul Phany và nhiều quan chức cao cấp Campuchia.
Chiều 15 tháng 06, Chủ tịch nước Trần Đại Quang có các cuộc hội kiến với Chủ tịch Thượng viện Campuchia Samdech Say Chhum, Chủ tịch Quốc hội Campuchia Samdech Heng Samrin và Thủ tướng Chính phủ Hoàng gia Campuchia Samdech Techo Hun Sen.
Tối 15 tháng 06, tại Hoàng cung ở Thủ đô Phnôm Pênh, Quốc vương Norodom Sihamoni đã mở Quốc yến chào mừng Chủ tịch nước Trần Đại Quang và Phu nhân, cùng đoàn đại biểu cấp cao Nhà nước Việt Nam.
Sáng 16 tháng 06, Chủ tịch nước và Phu nhân đã tới thăm Đại Tăng thống dòng Mohanikai Tep Vong tại chùa Unnalom và Đại Tăng thống dòng Thommayutnikai Bour Kry tại chùa Svay Pope.  Chủ tịch cũng có buổi gặp mặt với đại diện các doanh nghiệp Việt Nam đầu tư sang Campuchia.
Chiều 16 tháng 06, Chủ tịch nước Trần Đại Quang kết thúc tốt đẹp chuyến thăm cấp Nhà nước tới Vương quốc Campuchia.

### Brunei
15 giờ 30 ngày 26 tháng 08 (theo giờ địa phương), chuyên cơ chở Chủ tịch nước Trần Đại Quang và Phu nhân đã hạ cánh xuống Sân bay quốc tế Brunei ở thủ đô Bandar Seri Begawan. Cùng ngày, Chủ tịch nước Trần Đại Quang và Phu nhân đã đến thăm cán bộ, nhân viên Đại sứ quán và đại diện cộng đồng người Việt Nam tại  Brunei.
Sáng ngày 27 tháng 08, lễ đón chính thức Chủ tịch nước Trần Đại Quang, Phu nhân và Đoàn đại biểu cấp cao nước Cộng hòa Xã hội chủ nghĩa Việt Nam đã được tổ chức trọng thể tại Cung điện Istanal Nurul Iman theo nghi lễ cao nhất của Hoàng gia Brunei. Ngay sau lễ đón, Chủ tịch nước Trần Đại Quang đã hội kiến và hội đàm với Quốc vương Haji Hassanal Bolkiah Mu’izzaddin Waddaulah. Cùng dự có nhiệm Văn phòng Chủ tịch nước Đào Việt Trung; Bộ trưởng Bộ Kế hoạch và Đầu tư Nguyễn Chí Dũng, Bộ trưởng Bộ Công Thương Trần Tuần Anh; Đại sứ Việt Nam tại Brunei Darussalam Nguyễn Trường Giang; Thứ trưởng các Bộ: Quốc phòng, Công An, Văn hoá, Thể thao và Du lịch cùng nhiều quan chức cấp cao khác.
Chiều 27 tháng 08, Chủ tịch nước Trần Đại Quang và đoàn đại biểu cấp cao Việt Nam đã thăm Công ty Khí hóa lỏng Brunei (Brunei LNG).
Tối 27 tháng 08, tại Cung điện Istana Nurul Iman, Quốc vương và Hoàng hậu Brunei mở quốc yến chiêu đãi trọng thể Chủ tịch nước Trần Đại Quang, Phu nhân và đoàn đại biểu cấp cao Việt Nam.
Sáng 28 tháng 08, Chủ tịch nước Trần Đại Quang dự Diễn đàn doanh nghiệp Việt Nam-Brunei và chứng kiến lễ ký kết giữa Bộ Ngoại giao và Thương mại Brunei Darussalam và Bộ Công nghiệp và Thương mại Việt Nam. Sau đó đến thăm bảo tàng Hoàng gia Brunei trước khi ra sân bay về nước.

### Singapore
Vào lúc 16 giờ 30 (theo giờ địa phương) ngày 28 tháng 08, chuyên cơ chở Chủ tịch nước và Phu nhân, cùng Đoàn đại biểu cấp cao Việt Nam hạ cánh xuống Sân bay quốc tế Changi ở thủ đô Singapore.
Sáng ngày 29 tháng 08, lễ đón chính thức Chủ tịch nước Trần Đại Quang và Phu nhân cùng Đoàn đại biểu cấp cao nước Cộng hòa xã hội chủ nghĩa Việt Nam đã được tổ chức long trọng tại Dinh Tổng thống Istana.
Ngay sau lễ đón, Chủ tịch nước Trần Đại Quang đã hội đàm với Tổng thống Singapore Trần Khánh Viêm. Cùng dự có Chủ nhiệm Văn phòng Chủ tịch nước Đào Việt Trung; Bộ trưởng Bộ Kế hoạch và Đầu tư Nguyễn Chí Dũng, Bộ trưởng Bộ Công Thương Trần Tuấn Anh; Bộ trưởng Bộ Giáo dục và Đào tạo Phùng Xuân Nhạ, Đại sứ Việt Nam tại Singapore Nguyễn Tiến Minh; Thứ trưởng các Bộ: Quốc phòng, Công An, Ngoại giao; Chủ tịch Ủy ban Nhân dân tỉnh Bình Dương Trần Thanh Liêm cùng nhiều quan chức cấp cao khác. Về phía Singapore có Bộ trưởng Ngoại giao Vivian Balakrishnan, Bộ trưởng Văn phòng Thủ tướng Chan Chun Sing, Quốc vụ khanh Bộ Ngoại giao.
Trong sáng 29 tháng 08, Chủ tịch nước Trần Đại Quang đã dự lễ đặt tên một loài hoa lan tại Vườn lan quốc gia Singapore và làm lễ dâng hoa tại tượng đài Chủ tịch Hồ Chí Minh ở Bảo tàng Singapore. Chủ tịch nước Trần Đại Quang và Phu nhân cũng đã tới dự lễ đặt tên hoa phong lan mang tên Chủ tịch nước và Phu nhân tại vườn phong lan quốc gia, nằm trong Vườn bách thảo Singapore.
Cùng ngày, Chủ tịch nước Trần Đại Quang đã hội kiến với Thủ tướng Singapore Lý Hiển Long. Sau buổi tiếp, Chủ tịch nước Trần Đại Quang đã dự bữa trưa thân mật với Thủ tướng Lý Hiển Long.
Tối 29 ngày 08, tại Dinh Tổng thống Istana, Tổng thống Singapore Tony Tan Keng Yam mở Quốc yến chào mừng Chủ tịch nước và Phu nhân, cùng Đoàn đại biểu cấp cao Việt Nam thăm cấp Nhà nước tới Singapore.
Sáng 30 tháng 08, Chủ tịch nước Trần Đại Quang đã có buổi ăn sáng làm việc với Phó Thủ tướng Singapore điều phối về các vấn đề an ninh Tiêu Chí Hiền. Tiếp đến chủ tịch nước Trần Đại Quang đã tiếp Bộ trưởng Danh dự cấp cao Singapore Goh Chok Tong. Sau đó, tới thăm Khu công nghệ sáng tạo One North.
Chiều 30 tháng 08, Chủ tịch nước Trần Đại Quang và Phu nhân, cùng Đoàn đại biểu cấp cao Việt Nam rời thủ đô Singapore, kết thúc chuyến thăm cấp Nhà nước tới Cộng hòa Singapore.

### Cuba
Tối 14 tháng 11, Chủ tịch nước Trần Đại Quang và Phu nhân cùng Đoàn đại biểu cấp cao của Đảng và Nhà nước Việt Nam đã rời Hà Nội, đi thăm chính thức Cộng hòa Cuba, theo lời mời của Chủ tịch Hội đồng Nhà nước và Hội đồng Bộ trưởng Cuba Raul Castro.
Cùng tham gia đoàn có:

- Bí thư Thành ủy Hà Nội Hoàng Trung Hải, 

- Chủ nhiệm Văn phòng Chủ tịch nước Đào Việt Trung, 

- Bộ trưởng Bộ Xây dựng Phạm Hồng Hà, 

- Thứ trưởng Bộ Ngoại giao Hà Kim Ngọc, 

- Đại sứ Việt Nam tại Cuba Dương Minh; 

- Thứ trưởng Bộ Công an Bùi Văn Thành, 

- Thứ trưởng Bộ Công Thương Đỗ Thắng Hải, 

- Thứ trưởng Bộ Tài chính Trần Xuân Hà, 

- Thứ trưởng Bộ Kế hoạch và Đầu tư Đào Quang Thu, 

- Phó Tổng tham mưu trưởng Quân đội Nhân dân, Bộ Quốc phòng Võ Văn Tuấn

- Trợ lý Chủ tịch nước Trần Quang Tiệp....
Vào lúc 13 giờ (giờ địa phương, tức 1 giờ 00 sáng ngày 16 tháng 11 giờ Hà Nội), chuyên cơ chở Chủ tịch nước Trần Đại Quang cùng Phu nhân và Đoàn đại biểu cấp cao của Đảng và Nhà nước Việt Nam đã hạ cánh xuống sân bay Jose Marti, thủ đô La Habana, Cuba. Đón Đoàn tại sân bay về phía Cuba có Uỷ viên Bộ Chính trị, Phó Chủ tịch Hội đồng Nhà nước Salvador Valdes Mesa và đại diện lãnh đạo Bộ Ngoại giao Cuba. Về phía Việt Nam có Đại sứ Việt Nam tại Cuba Dương Minh cùng các cán bộ, nhân viên Đại sứ quán Việt Nam cùng sinh viên và cộng đồng người Việt Nam tại Cuba.
Chiều 15 tháng 11 (giờ địa phương), ngay sau khi đến thủ đô La Habana, Chủ tịch nước Trần Đại Quang và Phu nhân cùng một số thành viên cao cấp của Đoàn Việt Nam đã đến chào Lãnh tụ Cách mạng Cuba Fidel Castro. Và sau cuộc gặp đúng 10 ngày sau, lãnh tụ Fidel Castro qua đời. Chủ tịch nước Trần Đại Quang trở thành nhà lãnh đạo Việt Nam cuối cùng, cũng là nhà lãnh đạo nước ngoài cuối cùng được gặp Fidel.
Chiều tối 15 tháng 11 (giờ địa phương), Chủ tịch nước Trần Đại Quang và đoàn cấp cao nước ta đã đến thăm và nói chuyện với cán bộ Đại sứ quán Việt Nam tại Cuba và cộng đồng người Việt đang sinh sống và làm việc tại Cuba.
Sáng 16 tháng 11 (giờ Cuba), Chủ tịch nước Trần Đại Quang đã hội kiến với Chủ tịch Quốc hội Cuba Esteban Lazo tại Capitolio, trụ sở của Quốc hội Cuba. Cũng trong buổi sáng, Chủ tịch nước Trần Đại Quang đã tiếp Phó Chủ tịch Hội đồng Bộ trưởng kiêm Bộ trưởng Kinh tế và Kế hoạch Cuba Ricardo Cabrisas.
Chiều 16 tháng 11 (theo giờ Cuba, tức sáng 17 tháng 11 theo giờ Hà Nội), Chủ tịch nước Trần Đại Quang và Phu nhân đã đến thăm Trường Tiểu học Nguyễn Văn Trỗi; đặt vòng hoa tại Tượng đài Chủ tịch Hồ Chí Minh trong Công viên Hồ Chí Minh và Tượng đài Jose Marti trên Quảng trường Cách mạng ở Thủ đô La Habana. Cũng trong buổi chiều, tại Cung Cách mạng ở Thủ đô La Habana, ngay sau lễ đón chính thức, Chủ tịch nước Trần Đại Quang đã tiến hành hội đàm với Chủ tịch Raul Castro.
Sáng 17 tháng 11 theo giờ Cuba, Chủ tịch nước Trần Đại Quang đã tới dự và phát biểu khai mạc Diễn đàn doanh nghiệp Việt Nam - Cuba. Sự kiện do Phòng Thương mại và Công nghiệp Việt Nam phối hợp với Đại sứ quán Việt Nam tại Cuba và Phòng Thương mại Cuba tổ chức tại khách sạn Nacional de Cuba ở Thủ đô La Habana. Cũng trong sáng, Chủ tịch nước Trần Đại Quang và Đoàn đại biểu cấp cao Đảng, Nhà nước Việt Nam đã tới thăm Đặc khu Phát triển kinh tế Mariel, nằm cách Thủ đô La Habana khoảng 60 km.
Chiều 17 tháng 11 theo giờ Cuba (sáng 18 tháng 11 theo giờ Hà Nội), Chủ tịch nước Trần Đại Quang và Phu nhân cùng Đoàn đại biểu cấp cao Đảng, Nhà nước Việt Nam rời Thủ đô La Habana, kết thúc chuyến thăm chính thức Cộng hòa Cuba.

### Peru
18 giờ ngày 17 tháng 11 (theo giờ địa phương), Chủ tịch nước Trần Đại Quang và Phu nhân cùng Đoàn đại biểu cấp cao nước ta đã đến thủ đô Lima, Peru tham dự APEC Peru 2016.
Sáng 18 tháng 11, Chủ tịch Nước Trần Đại Quang và đoàn đại biểu cấp cao đã đến thăm và nói chuyện với tập thể cán bộ, công nhân viên Công ty Viettel Peru (Bitel). Sau đó đến thăm Văn phòng chi nhánh Peru của Tổng Công ty thăm dò và khai thác dầu khí (PVEP).
Chiều 18 tháng 11, Chủ tịch nước Trần Đại Quang đã có cuộc hội đàm quan trọng với Tổng thống Peru Pedro Paplo Kuczynsky tại Phủ Tổng thống ở Thủ đô Lima.

### Ý

#### Roma
Chiều 21 tháng 11 giờ địa phương (tối cùng ngày theo giờ Hà Nội), chuyên cơ của Chủ tịch nước đã hạ cánh xuống Sân bay Ciampino Roma ở thủ đô Roma. Bắt đầu chuyến thăm cấp Nhà nước tới Cộng hòa Italy từ ngày 21 đến 24 tháng 11. Theo lời mời của Tổng thống Cộng hòa Italy Sergio Mattarella. Ra đón Chủ tịch nước Trần Đại Quang và Phu nhân có đại diện Chính phủ, Bộ Ngoại giao Italy, Đại sứ Italy tại Việt Nam Cecilia Piccioni, Đại sứ Việt Nam tại Italy Cao Chính Thiện và Phu nhân, đông đảo cán bộ, nhân viên Đại sứ quán Việt Nam tại Italy và đại diện cộng đồng người Việt tại Roma.
Cùng tham gia đoàn Việt Nam có:

- Bí thư Thành ủy Hà Nội Hoàng Trung Hải; 

- Phó Thủ tướng, Bộ trưởng, Bộ Ngoại giao Phạm Bình Minh; 

- Chủ nhiệm Văn phòng Chủ tịch nước Đào Việt Trung; 

- Bộ trưởng Bộ Công Thương Trần Tuấn Anh; 

- Thứ trưởng Bộ Công an Bùi Văn Nam; 

- Thứ trưởng Thường trực Bộ Ngoại giao Bùi Thanh Sơn; 

- Đại sứ Việt Nam tại Italy Cao Chính Thiện; 

- Phó Tổng tham mưu trưởng, Bộ Quốc phòng Võ Văn Tuấn; 

- Thứ trưởng Bộ Kế hoạch và Đầu tư Đào Quang Thu; 

- Thứ trưởng Bộ Công Thương Trần Quốc Khánh; 

- Phó Trưởng Ban thường trực Điều hành Ban Tôn giáo Chính phủ Bùi - Thanh Hà; 

- Trợ lý Chủ tịch nước Trần Quang Tiệp.
Tối 21 tháng 11, Chủ tịch nước Trần Đại Quang và Phu nhân đã đến thăm, nói chuyện với bà con Việt kiều và cán bộ, nhân viên Đại sứ quán Việt Nam tại Italy.
Trưa 22 tháng 11, lễ đón chính thức Chủ tịch nước Trần Đại Quang và Phu nhân thăm cấp Nhà nước Cộng hòa Italy được tổ chức tại Phủ Tổng thống ở thủ đô Roma. Sau lễ đón, tại Phủ Tổng thống ở thủ đô Rome, Chủ tịch nước Trần Đại Quang và Tổng thống Sergio Mattarella đã tiến hành hội đàm.
Chiều 22 tháng 11, Chủ tịch nước Trần Đại Quang đã hội kiến Chủ tịch Hạ viện Italy Laura Boldrini. Sau đó, Chủ tịch nước hội kiến Chủ tịch Thượng viện Italy Pietro Grasso.
Sáng 23 tháng 11, Chủ tịch nước Trần Đại Quang và Phu nhân cùng đoàn cấp cao nước ta đã đến đặt vòng hoa tại Tượng đài Tổ quốc, nơi tưởng niệm các liệt sỹ vô danh tại Thủ đô Rome, Italy. Sau đó, Chủ tịch nước Trần Đại Quang đến dự diễn đàn doanh nghiệp Việt Nam - Italy do Phòng Thương mại và Công nghiệp Việt Nam phối hợp với Đại sứ quán Việt Nam tại Italy, Liên đoàn Giới chủ Italy và Cơ quan xúc tiến thương mại Italy đồng tổ chức.
Chiều 23 tháng 11, Chủ tịch nước Trần Đại Quang có cuộc hội kiến Thủ tướng Italy Matteo Renzi. Sau đó, Chủ tịch nước Trần Đại Quang tiếp Tổng Bí thư Đảng Cộng sản Italy và Trưởng ban đối ngoại Đảng Cộng sản tái lập Italy.

#### Milano
Ngày 24 tháng 11, Chủ tịch nước Trần Đại Quang và Phu nhân cùng Đoàn đại biểu cấp cao Việt Nam đi thăm, làm việc tại thành phố Milan. Trong thời gian ở thăm làm việc tại thành phố Milan, Chủ tịch nước Trần Đại Quang đã gặp ông Giuseppe Sala, Thị trưởng Thành phố Milan và ông Roberto Maroni, Chủ tịch Vùng Lombardia.
Tối 24 tháng 11 theo giờ địa phương (sáng 25 tháng 11 theo giờ Hà Nội), Chủ tịch nước Trần Đại Quang và Phu nhân cùng Đoàn đại biểu cấp cao Việt Nam rời thành phố Milan, kết thúc tốt đẹp chuyến thăm cấp Nhà nước tới Cộng hòa Italy

### Vatican
Tối 23 tháng 11, nhận lời mời của Giáo hoàng Phanxicô, Chủ tịch nước Trần Đại Quang đã thăm Tòa thánh Vatican, hội kiến Giáo hoàng Phanxicô và gặp Hồng y Quốc vụ khanh Pietro Parolin.

### Madagascar
Sáng 25 tháng 11, theo giờ địa phương (tức trưa 25 tháng 11 theo giờ Hà Nội), Chủ tịch nước Trần Đại Quang và Đoàn đại biểu Việt Nam đã đến Thủ đô Antananarivo Madagascar bắt đầu tham dự Hội nghị cấp cao các nước có sử dụng tiếng Pháp lần thứ 16 được tổ chức tại Madagascar từ ngày 26 đến 27 tháng 11 năm 2016. Ra đón Chủ tịch nước Trần Đại Quang và Phu nhân tại chân cầu thang máy bay có Thủ tướng Madagascar Olivier Solonandrasana; Bộ trưởng Phủ Tổng thống phụ trách Nông nghiệp RivoRacotovao, Lãnh sự danh dự Việt Nam tại Madagascar Eric Nazaraly và Phu nhân, cùng đại diện ban tổ chức hội nghị, Thứ trưởng Bộ Ngoại giao Hà Kim Ngọc, Đại sứ Việt Nam tại UNESSCO, Đại diện cá nhân của Chủ tịch nước bên cạnh tổ chức quốc tế Pháp ngữ Lê Hồng Phấn; Đại sứ Việt Nam tại Mozambique kiêm nhiệm Madagascar Nguyễn Văn Trung.
Chiều 25 tháng 11 theo giờ địa phương (tức chiều tối nay theo giờ Hà Nội), lễ đón chính thức Chủ tịch nước Trần Đại Quang đã diễn ra tại Phủ Tổng thống Madagascar. Ngay sau lễ đón, Chủ tịch nước Trần Đại Quang đã có cuộc hội đàm với Tổng thống Madagascar Hery Rajaonarimampianina và chứng kiến lễ ký Biên bản ghi nhớ về Hợp tác thương mại gạo giữa Việt Nam và Madagascar. Sau đó, Chủ tịch nước Trần Đại Quang đến thăm và đặt vòng hoa tại quảng trường Hồ Chí Minh, thăm gian hàng Việt Nam tại Làng Pháp ngữ và gặp gỡ cộng đồng con cháu người Việt tại Madagascar.

## 2017

### Trung Quốc

#### Bắc Kinh
Đúng 12 giờ sáng (giờ địa phương) ngày 11 tháng 05, chuyên cơ chở Chủ tịch nước Trần Đại Quang và Phu nhân cùng Đoàn đại biểu cấp cao Việt Nam đã tới Sân bay quốc tế Thủ đô Bắc Kinh, bắt đầu chuyến thăm cấp Nhà nước tới CHND Trung Hoa và tham dự diễn đàn cấp cao hợp tác "Vành đai và Con đường" từ 11 đến 15 tháng 05 theo lời mời của Tổng Bí thư, Chủ tịch Trung Quốc Tập Cận Bình. Đón Chủ tịch nước Trần Đại Quang và Phu nhân tại sân bay, về phía Trung Quốc có Bộ trưởng Bộ Văn hoá Lác Thụ Cương; Lãnh đạo Vụ Lễ tân Bộ Ngoại giao; Đại sứ Cộng hòa Nhân dân Trung Hoa tại Việt Nam Hồng Tiểu Dũng. Về phía Việt Nam có Đại sứ Việt Nam tại Cộng hoà Nhân dân Trung Hoa Đặng Minh Khôi, các cán bộ, nhân viên Đại sứ quán Việt Nam; đại diện lưu học sinh và bà con Việt kiều tại Trung Quốc.
Tháp tùng Chủ tịch nước và Phu nhân có:

- Phó Thủ tướng Vương Đình Huệ;

- Trưởng Ban dân vận Trung ương Trương Thị Mai;

- Phó Chủ tịch Quốc hội Uông Chu Lưu;

- Chủ nhiệm Văn phòng Chủ tịch nước Đào Việt Trung;

- Bộ trưởng Bộ Kế hoạch và Đầu tư Nguyễn Chí Dũng;

- Bộ trưởng Bộ Công Thương Trần Tuấn Anh;

- Bộ trưởng Bộ Thông tin và Truyền thông Trương Minh Tuấn; 

- Giám đốc Học viện Chính trị Quốc gia Hồ Chí Minh Nguyễn Xuân Thắng;

- Chủ tịch Tổng liên đoàn Lao động Việt Nam Bùi Văn Cường; 

- Thứ trưởng Bộ Ngoại giao Lê Hoài Trung; 

- Thứ trưởng Bộ Quốc phòng Thượng tướng Nguyễn Chí Vịnh; 

- Phó Trưởng ban Tổ chức Trung ương Hà Ban; 

- Chủ tịch UBND thành phố Hà Nội Nguyễn Đức Chung; 

- Chủ tịch UBND thành phố Hồ Chí Minh Nguyễn Thành Phong; 

- Chủ tịch Viện Hàn lâm Khoa học Xã hội Nguyễn Quang Thuấn; 

- Thứ trưởng Bộ Công an Trung tướng Nguyễn Văn Sơn; 

- Phó Trưởng ban Đối ngoại Trung ương Đảng Nguyễn Tuấn Phong; 

- Thứ trưởng Bộ Tài chính Vũ Thị Mai; 

- Chủ tịch UBND tỉnh Quảng Ninh Nguyễn Đức Long; 

- Trợ lý Chủ tịch nước Trần Quang Tiệp; 

- Trợ lý Chủ tịch nước Vũ Quang Tuấn;

- Chủ tịch Phòng Thương mại và Công nghiệp Việt Nam Vũ Tiến Lộc.
Ngay khi đặt chân đến Bắc Kinh, Chủ tịch nước Trần Đại Quang sẽ có buổi tiếp Phó Chủ tịch Chính hiệp Vương Gia Thuỵ. Sau lễ đón chính thức tại Đại lễ đường Nhân dân, Chủ tịch nước Trần Đại Quang sẽ hội đàm với Tổng bí thư, Chủ tịch nước Trung Quốc Tập Cận Bình, chứng kiến lễ ký một số văn kiện hợp tác và thăm khu trưng bày triển lãm ảnh "Việt Nam trong mắt nghệ sĩ nhiếp ảnh Trung Quốc". Chủ tịch nước Trần Đại Quang hội kiến nhiều lãnh đạo chủ chốt của Trung Quốc, tham dự nhiều hoạt động trong khuôn khổ Diễn đàn cấp cao hợp tác "Vành đai và Con đường", gặp gỡ nhiều nguyên thủ và người đứng đầu các nước tham dự Diễn đàn này.
Sáng ngày 12 tháng 05, Chủ tịch nước Trần Đại Quang đã tiếp Đoàn đại biểu Hội Hữu nghị đối ngoại Nhân dân Trung Quốc, Hội Hữu nghị Trung - Việt và thân nhân các nhân sỹ, cán bộ, chuyên gia Trung Quốc có quan hệ hữu nghị với Việt Nam do Hội trưởng Hội Hữu nghị đối ngoại Nhân dân Trung Quốc Lý Tiểu Lâm làm Trưởng đoàn.
Chiều 12 tháng 05, tại Đại lễ đường Nhân dân ở thủ đô Bắc Kinh, Chủ tịch nước Trần Đại Quang đã hội kiến với Chủ tịch Hội nghị Hiệp thương chính trị nhân dân toàn quốc (Chính hiệp) Trung Quốc Du Chính Thanh và hội kiến Thủ tướng Quốc vụ viện Trung Quốc Lý Khắc Cường.

#### Phúc Kiến
Trưa ngày 13 tháng 05, Chủ tịch nước Trần Đại Quang và Phu nhân cùng Đoàn đại biểu cấp cao Việt Nam đã đến thăm tỉnh Phúc Kiến. Đón Chủ tịch nước Trần Đại Quang và Phu nhân tại Sân bay quốc tế Trường Lạc Phúc Châu có Tỉnh trưởng tỉnh Phúc Kiến Vu Vĩ Quốc, Phó Tỉnh trưởng Lý Đức Kim, Lãnh đạo thành phố Phúc Châu, Giám đốc Sở Ngoại vụ tỉnh Phúc Kiến.
Chủ tịch nước Trần Đại Quang dự và phát biểu tại Toạ đàm hợp tác Kinh tế Thương mại Việt – Trung tại Phúc Kiến, gặp Bí thư Tỉnh uỷ Vưu Quyền và Tỉnh trưởng Vu Vĩ Quốc, chứng kiến lễ ký thoả thuận về thiết lập quan hệ hữu nghị giữa tỉnh Quảng Ninh và Phúc Kiến.

### Belarus
13 giờ 50 ngày 26 tháng 06 (theo giờ địa phương), tức 17 giờ 50 theo giờ Hà Nội, Chủ tịch nước Trần Đại Quang và Đoàn đại biểu Cấp cao Việt Nam đã tới thủ đô Minsk, bắt đầu chuyến thăm chính thức Belarus theo lời mời của Tổng thống Alexander Lukashenko. Ra đón Chủ tịch nước Trần Đại Quang và Phu nhân tại Sân bay quốc tế Minsk có Phó Thủ tướng Belarus Vladimir Semashko, Thứ trưởng Bộ Ngoại giao Valentin Rybakov, Đại sứ Belarus tại Việt Nam Vladimir Goshin, cùng nhiều quan chức Chính phủ, Bộ Ngoại giao Belarus.
Hoạt động đầu tiên sau khi tới Belarus, Chủ tịch nước Trần Đại Quang gặp đại diện Hội Hữu nghị Belarus - Việt Nam và các cựu chiến binh Belarus.
Chiều tối 26 tháng 06 theo giờ địa phương, tại Thủ đô Minsk, Chủ tịch nước Trần Đại Quang đã gặp gỡ, nói chuyện với cán bộ, nhân viên Đại sứ quán Việt Nam tại Belarus và đại diện cộng đồng, lưu học sinh tại Belarus.
10 giờ sáng 27 tháng 06, theo giờ địa phương, lễ đón chính thức Chủ tịch nước Trần Đại Quang và Đoàn đại biểu cấp cao Việt Nam thăm chính thức Cộng hòa Belarus được tổ chức trọng thể tại Cung độc lập ở Thủ đô Minsk, Cộng hòa Belarus. Tổng thống Cộng hòa Belarus Lukashenko chủ trì lễ đón. Ngay sau Lễ đón, Chủ tịch nước Trần Đại Quang đã tiến hành hội đàm với Tổng thống Belarus Lukashenko. Sau hội đàm, Chủ tịch nước Trần Đại Quang và Tổng thống Belarus Lukashenko đã ký Tuyên bố chung của Chủ tịch nước CHXHCN Việt Nam và Tổng thống Cộng hòa Belarus về phát triển toàn diện và sâu rộng quan hệ đối tác giữa Việt Nam và Belarus.
Chiều 27 tháng 06 theo giờ địa phương, Chủ tịch nước Trần Đại Quang đã hội kiến với Thủ tướng Belarus Andrei Kobyakov.
Trưa 28 tháng 06, theo giờ địa phương (chiều cùng ngày theo giờ Hà Nội), Chủ tịch nước Trần Đại Quang và Phu nhân cùng Đoàn đại biểu cấp cao Việt Nam đã rời Thủ đô Minsk, kết thúc tốt đẹp chuyến thăm chính thức Cộng hòa Belarus.

### Nga

#### Moskva
14 giờ chiều 28 tháng 06 (giờ Moscow, tức 18 giờ giờ Việt Nam), máy bay chở Chủ tịch nước Trần Đại Quang, phu nhân đã đáp xuống Sân bay quốc tế Vnukovo. Chủ tịch nước bắt đầu chuyến thăm chính thức LB iêngbang a theo lời mời của Tổng thống Nga V.Putin. Lễ đón chính thức theo nghi thức cao nhất của Nhà nước Nga đã được tổ chức ngay tại sân bay. Thứ trưởng Bộ Ngoại giao Liên bang Nga Morgulov đón Chủ tịch nước Trần Đại Quang tại sân bay Vnukovo.
Chiều 28 tháng 06, sau khi đến Thủ đô Moscow, Chủ tịch nước Trần Đại Quang đã gặp gỡ Hội hữu nghị Nga - Việt và Hội cựu chiến binh Nga từng công tác tại Việt Nam tại Trung tâm Văn hóa-Thương mại Hà Nội-Moscow. Sau đó là cuộc hội kiến với Chủ tịch Hội đồng Liên bang Nga (Thượng viện) Valentina Matvienko.
Tối 28 tháng 06, Chủ tịch nước Trần Đại Quang và Phu nhân cùng các thành viên trong đoàn đại biểu Việt Nam đã có cuộc gặp mặt bà con cộng đồng Việt Nam tại Tổ hợp đa chức năng Incentra, Trung tâm Văn hóa – Thương mại Hà Nội - Moscow.
Sáng 29 tháng 06, Chủ tịch nước Trần Đại Quang cùng Phu nhân và các vị đại biểu trong đoàn đã tới dâng hoa tại Quảng trường Hồ Chí Minh ở thủ đô Moscow. Sau khi dâng hoa tại Tượng đài Bác, Chủ tịch nước Trần Đại Quang và Phu nhân cùng các đại biểu và bạn bè Nga trồng cây lưu niệm trong khuôn viên Quảng trường Hồ Chí Minh, bên cạnh hai cây thông mà nguyên Chủ tịch nước Trương Tấn Sang và Thủ tướng Nguyễn Xuân Phúc đã trồng khi tới thăm Nga những năm trước. Cùng ngày, Chủ tịch nước Trần Đại Quang cũng đã đến đặt vòng hoa tại Đài tưởng niệm các chiến sỹ vô danh ở Thủ đô Moscow.
Trưa 29 tháng 06, Chủ tịch nước Trần Đại Quang đã hội kiến với Thủ tướng Liên bang Nga Medvedev.
Chiều 29 tháng 06, tại Điện Kremlin, Chủ tịch nước Trần Đại Quang và Tổng thống Liên bang Nga Vladimir Putin đã có cuộc gặp hẹp và hội đàm với sự tham gia của Đoàn đại biểu cấp cao hai nước. Sau hội đàm, Chủ tịch nước Trần Đại Quang và Tổng thống Nga V.Putin chứng kiến lễ ký kết các thỏa thuận hợp tác giữa hai nước.
Chiều tối 29 tháng 06, Chủ tịch nước Trần Đại Quang đã có các cuộc gặp với Chủ tịch Đảng Cộng sản Liên bang Nga Gennady Ziuganov và các chuyên gia Viện Nghiên cứu Dược liệu và Tinh dầu quốc gia Liên bang Nga.
Tối 29 tháng 06, Chủ tịch nước Trần Đại Quang cùng Phu nhân và các thành viên của Đoàn đại biểu cấp cao tới thăm và gặp gỡ các cán bộ, nhân viên Đại sứ quán, các cơ quan đại diện Việt Nam tại Liên bang Nga.
Sáng 30 tháng 06, Chủ tịch tham dự và phát biểu tại Tọa đàm Kinh tế Việt Nam - Liên bang Nga. Cũng trong buổi sáng, Chủ tịch nước Trần Đại Quang đã có cuộc hội kiến với Chủ tịch Duma Quốc gia Nga V. Volodin.
Chiều 30 tháng 06, Chủ tịch nước Trần Đại Quang đã có các cuộc tiếp Thống đốc vùng Kaluga, Ngài Anatoly Artamonov. Sau đó, Chủ tịch nước Trần Đại Quang và Phu nhân, cùng đoàn đại biểu cấp cao Việt Nam rời Thủ đô Moskva đi thăm thành phố Saint Petersburg.

#### Saint Petersburg
Chủ tịch nước Trần Đại Quang và Phu nhân đã tới đặt vòng hoa tại Khu tưởng niệm - nghĩa trang Piskaryovskoye tại thành phố Saint Petersburg.
Chủ tịch nước và Phu nhân, cùng Đoàn đại biểu cấp cao Việt Nam đến tham quan Chiến hạm "Rạng Đông" lịch sử. Đây là Chiến hạm từng tham gia Chiến tranh Thế giới lần thứ nhất và lần thứ hai. Chiến hạm là biểu tượng của cuộc Cách mạng tháng Mười Nga.
Sáng 2 tháng 07, Chuyên cơ chở Chủ tịch nước Trần Đại Quang và phu nhân cùng Đoàn đại biểu cấp cao Việt Nam đã về đến sân bay Nội Bài, kết thúc tốt đẹp chuyến thăm chính thức tới Liên bang Nga.

## 2018
1. ↑  Chủ tịch nước đến Viêng Chăn, bắt đầu thăm cấp Nhà nước Lào
2. ↑  Chủ tịch nước hội kiến Thủ tướng và Chủ tịch Quốc hội Lào
3. ↑  Chủ tịch nước gặp mặt doanh nghiệp Việt Nam đầu tư tại Lào
4. ↑  Chủ tịch nước Trần Đại Quang thăm tỉnh Champasack, Lào
5. ↑  Chủ tịch nước đến thăm nguyên Chủ tịch nước Lào Khamtay Siphandon
6. 1 2  Chủ tịch nước Trần Đại Quang thăm cấp nhà nước Campuchia
7. ↑  Chủ tịch nước Trần Đại Quang hội kiến Quốc vương Campuchia
8. ↑  Chủ tịch nước kết thúc chuyến thăm Campuchia
9. ↑  Ngày đầu chuyến thăm của Chủ tịch nước Trần Đại Quang tới Brunei
10. ↑  “Chủ tịch nước Trần Đại Quang thăm cấp Nhà nước Singapore”. Bản gốc lưu trữ ngày 5 tháng 5 năm 2019. Truy cập ngày 5 tháng 5 năm 2019.
11. ↑  Các chuyến công du nước ngoài của Chủ tịch nước Trần Đại Quang
12. ↑  Nhà lãnh đạo nước ngoài cuối cùng gặp lãnh tụ Fidel
13. ↑  Chuyến thăm đầu tiên, cuộc gặp cuối cùng với lãnh tụ Fidel Castro
14. ↑  Cuộc gặp cuối cùng Chủ tịch nước Trần Đại Quang với Fidel Castro
15. ↑  Tự hào về mối quan hệ đặc biệt, thủy chung, mẫu mực Việt Nam - Cuba
16. ↑  Chủ tịch nước Trần Đại Quang dự Diễn đàn doanh nghiệp Việt Nam - Cuba
17. ↑  Chủ tịch nước Trần Đại Quang hội đàm với Tổng thống Peru
18. ↑  Chủ tịch nước Trần Đại Quang bắt đầu chuyến thăm cấp Nhà nước tới Italy
19. ↑  Chủ tịch nước Trần Đại Quang hội đàm với Tổng thống Madagascar
20. ↑  Lễ đón chính thức Chủ tịch nước Trần Đại Quang tại Trung Quốc
21. ↑  Chủ tịch nước Trần Đại Quang thăm tỉnh Phúc Kiến
22. ↑  Toàn cảnh chuyến thăm Belarus của Chủ tịch nước Trần Đại Quang
23. ↑  Toàn cảnh chuyến thăm Nga và Belarus của Chủ tịch nước